# Gautegiz-Arteaga
Gautegiz-Arteaga és un municipi de Biscaia, a la comarca de Busturialdea-Urdaibai. Està situat en la riba dreta de la ria de Mundaka o Urdaibai. L'edifici més emblemàtic d'aquest municipi és la Torre d'Arteaga, una casa-torre d'origen medieval, que va ser reconstruïda en el segle xix per l'emperadriu francesa Eugenia de Montijo.

## Topònim
Segons la tradició el nom d'aquesta anteiglesia deriva del de les dues cases-torre que va haver en el lloc, la més antiga, la de Gautéguiz, de la qual no queden restes i la d'Arteaga, sorgida posteriorment i sobre les ruïnes de la qual es va edificar la Torre d'Arteaga. Gautéguiz pertany a la sèrie de topònims bascos que tenen una terminació en -iz. Julio Caro Baroja defensava que la major part d'aquests topònims provenien d'un nom propi unit al sufix llatí -icus declinat. En la zona basconavarresa Caro Baroja considerava que els sufixos -oz, -ez i -iz aplicats a la toponímia indicaven que en l'antiguitat el lloc havia estat propietat de la persona el nom de la qual apareixia unit al sufix, podent-se remuntar el seu origen des de l'Edat Mitjana fins a l'època de l'Imperi Romà.
En el cas de Gautéguiz, Julio Caro Baroja va proposar que aquest nom podria provenir d'un hipotètic Gautius, un nom llatí documentat. Així si al nom Gautius si se li afegix el sufix llatí -icus que indica el que és pertanyent a aquest, es podria obtenir Gauticus. Gauticus podria ser també un fill de Gautius. El propi de Gauticus i dels seus descendents seria Gautici (genitiu de singular i nominatiu de plural). D'aquest Gautici s'hauria pogut derivar el topònim Gautéguiz: Gautici→Gauti(gi)ci→Gautegici→Gautéguiz. D'una evolució similar a la d'aquest sufix llatí -icus s'haurien donat origen també els patronímics utilitzats en els idiomes llatins de la península Ibèrica. Arteaga, d'altra banda, és un fitònim, significa lloc de l'alzina; de la paraula basca artea (alzina) i el sufix locatiu -aga. Tradicionalment l'anteiglesia s'ha denominat Gautéguiz de Arteaga, encara que ha existit sempre certa tendència a denominar-la únicament Arteaga. En el cens de 1842 i entre els censos entre 1877 i 1950 es va denominar al municipi oficialment Arteaga. En els censos de 1857, 1860 i entre els censos de 1960 i 1991 es va denominar Gautéguiz d'Arteaga. En basc al municipi se l'anomena Gautegiz Arteaga, encara que també se li sol dir Arteaga a seques.